# The Day The World Blows Up
"The Day The World Blows Up" é uma canção da cantora e compositora norte-americana Lauren Jauregui. Escrita pela interpréte e por Mattius, MoneyJezus e Stan Greene, a canção foi lançada em todas as plataformas digitais no dia 29 de janeiro de 2024. A canção traz uma mensagem sobre o estado atual do mundo.

## Antecedentes
A canção foi lançada primeiramente em 22 de dezembro de 2023 na plataforma EVEN - plataforma de música para artistas independentes. A cantora relatou que uma parte dos lucros gerados a partir da venda da canção seriam doados para o MECA (Middle East Children's Alliance) em apoio às crianças palestinas, e para a FAH (Food Against Hunger) que fornece assistência financeira às famílias sudanesas no Egito. Segundo Jauregui, a música homenageia aqueles com força, tenacidade e coração para imaginar, orar e lutar por um mundo melhor em meio ao caos.

## Informações
Lauren sempre foi conhecida por sua autenticidade e envolvimento em causas sociais, revelou em “The Day the World Blows Up” sua perspectiva sobre as prioridades da sociedade. Em outubro de 2023, Jauregui se posicionou em suas redes sociais em ralação ao conflito entre Israel e Hamas, frisando que são apenas um bando de terroristas gritando terrorista, além de ressaltar que as pessoas deveriam aprender a história de uma situação antes de se sentir no direito de dar sua voz a ela.
Com uma letra profunda e envolvente, a artista expressa sua esperança de que a canção sirva como uma maior consciência sobre o estado atual do mundo: "O meu coração sofre pela Palestina e pelos seus filhos e pelos israelitas inocentes apanhados no fogo cruzado do seu governo genocida".
Em 31 de janeiro de 2024, a cantora lançou um videoclipe da canção. Totalmente em preto e branco, o clipe mostra Jauregui em meio a natureza, enquanto observa o vento soprar as folhas das arvores e as flores balançarem, além de mostrar trechos de videos da guerra, onde pessoas são resgatadas dos escombros e uma mãe dança com seu filho nos braços, mostrando que apesar de todo o sofrimente que o conflito trouxe, ainda há esperanças.